# Dragonfly (film)
Pour les articles homonymes, voir Dragonfly.
Pour plus de détails, voir Fiche technique et Distribution.
One Summer Love, originellement Dragonfly est un film d'amour sorti en 1976, réalisé par Gilbert Cates et scénarisé par N. Richard Nash. Il met en scène Beau Bridges et Susan Sarandon dans les rôles principaux, ainsi que Mildred Dunnock et Ann Wedgeworth.

## Synopsis
Après être sorti d'un hôpital psychiatrique, Jesse (Beau Bridges) essaie de retrouver et rejoindre sa famille éclatée. Pendant sa recherche, il rencontre une femme appelée Chloe (Susan Sarandon) qui travaille dans un cinéma et tombent amoureux, ce qui résout ses problèmes psychologiques.

## Casting
- Beau Bridges : Jesse
- Susan Sarandon : Chloe
- James Noble : Dr Lee
- Harriet Rogers : Mrs Patterson
- Ann Wedgeworth : Pearlie
- Linda Miller : Willa
- Martin Burke : Lonny
- Michael B. Miller : Gabe
- Mildred Dunnock : Miss Barrow